# Preondaktyl
Preondaktyl (Preondactylus buffarinii) – pterozaur z rodziny Rhamphorhynchidae; najstarszy zidentyfikowany pterozaur.
Jego nazwa oznaczała "Palec z Preone". Preone to nazwa doliny w północnych Włoszech, gdzie znaleziono jego szczątki.
Żył w okresie późnego triasu (ok. 220 mln lat temu) na terenach obecnej Europy. Długość ciała ok. 60 cm, rozpiętość skrzydeł ok. 1,5 m, masa ok. 10 kg. Jego szczątki znaleziono we Włoszech. Pierwszy jego szkielet odkryto w 1983 r., drugi – w 1984 r.